# Bradford Leigh
Bradford Leigh – osada w Anglii, w hrabstwie Wiltshire. Leży 44 km na północny zachód od miasta Salisbury i 148 km na zachód od Londynu.